# Bonaiuto di Albano
Bonaiuto di Albano, conosciuto anche come Bonajuda o Bonavito d'Alban o Dal Ban (Venezia, 1460 ca. – XVI secolo), è stato un viaggiatore e mercante italiano.
Originario di Venezia nacque nella seconda metà del quindicesimo secolo da una famiglia di speziali. 

Recatosi in Egitto intorno al 1480, forse per ragioni commerciali, passò quindi in Persia e di là in India nel 1482, dove rimase per vent'anni. Tornato in Europa al seguito di Alfonso de Albuquerque, fu assegnato come interprete all'armata di Francisco de Almeida, primo viceré portoghese dell'India. 

Da quel momento si perdono le sue tracce.